# Jean-François Marmontel
Jean-François Marmontel (Bòrt (Corresa), 11 de juliol del 1723 – Habloville, Saint-Aubin-sur-Gaillon, 31 de desembre del 1799) va ser un historiador francès i escriptor, era un membre del moviment de l'Enciclopèdia francesa.

## Biografia
Estudià als jesuïtes a Mauriac. El 1745, seguint Voltaire, marxà a París cercant èxit en la literatura, i des de 1748 fins a 1753 va escriure diverses tragèdies (Denys le Tyran (1748); Aristomene (1749); Cleopâtre (1750); Heraclides (1752); Egyptus (1753)), d'èxit relatiu.
Fou autor de diversos dels articles de l'Encyclopédie. També va escriure òperes còmiques com Sylvain (1770) i Zémire et Azore (1771). Va ser partidari de Piccinni en l'enfrontament que aquest tingué amb Gluck. El 1758 obtingué el patrocini de Madame de Pompadour i gràcies a ella va publicar a Le Mercure, els seus famosos Contes moraux. Va ser elegit membre de l'Académie française el 1763. El 1767 publicà Bélisaire i Les Incas (1777) sobre les crueltats fetes pels espanyols a Amèrica.
Va ser nomenat historiògraf de França (1771). Marmontel es va retirar durant el Regnat del Terror de la revolució francesa a Évreux i després a Habloville (prop de Saint-Aubin-sur-Gaillon). Encara va escriure Mémoires d'un père pour servir à l'instruction de ses enfants (4 volums, 1800-1804) amb les biografies de Jean-Baptiste Massillon i de Mirabeau. Mentre fou professor en el Conservatori de París tingué molts alumnes entre ells a Alfred Bachelet.
Era maçó i membre de la lògia Les Neuf Sœurs.